# Sanatorium d'Hyvinkää
Le sanatorium d'Hyvinkää (finnois : Hyvinkään Parantola) est un ancien sanatorium  construit à Hyvinkää en Finlande.

## Présentation

### Fondation

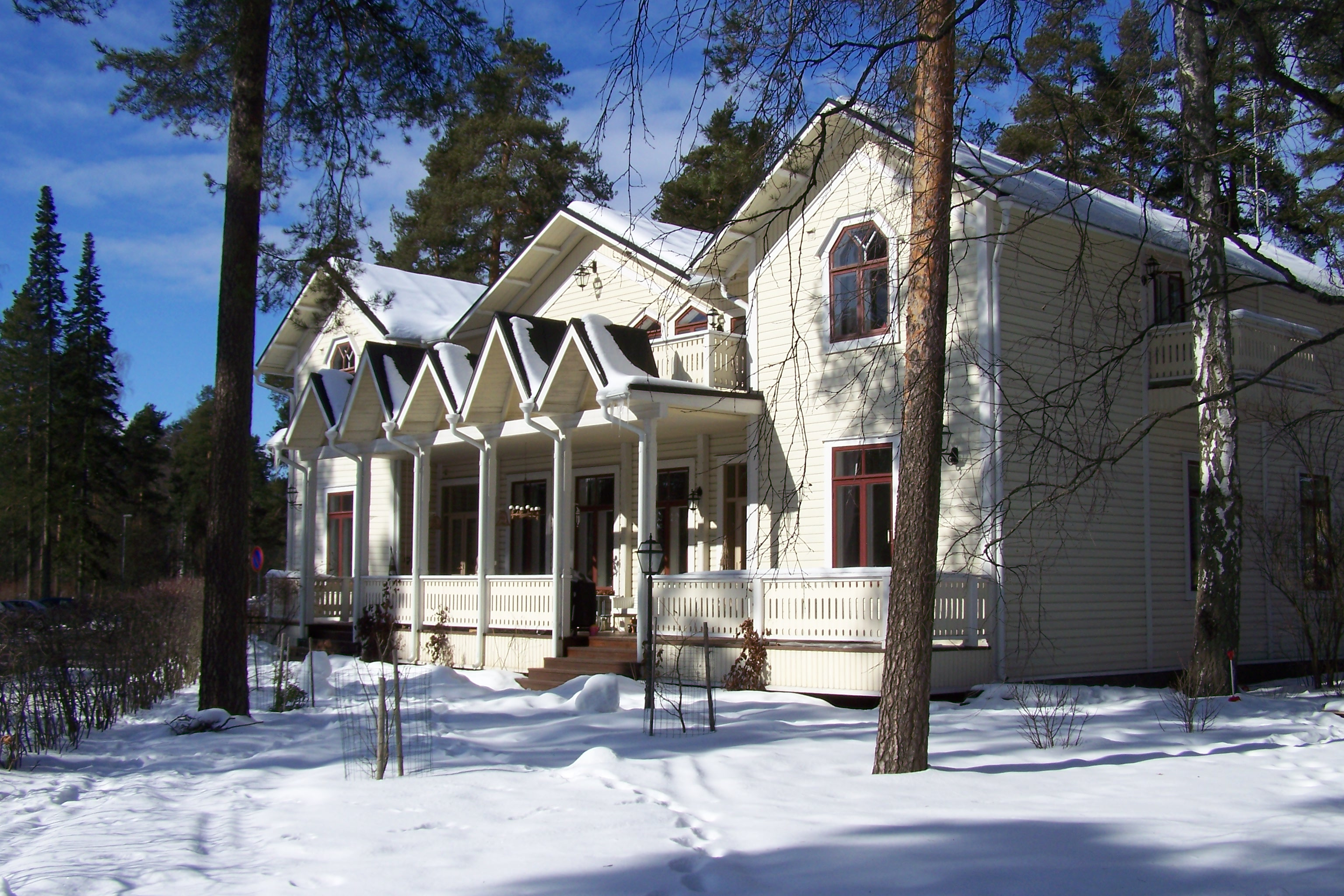
Vita Villa (villa blanche), conçue par Magnus Schjerfbeck en 1896

Le projet est lancé en 1895 par le docteur Jarl Hagelstam, qui s'intéressait aux méthodes de soins de santé américaines. 
Il entraine des médecins d'Helsinki et le 23 février 1896, le Aktiebolaget Hyvinge Sanatorium est fondé. 
August Ramsay, Axel Holmberg, Jarl Hagelstam, Johan Wilhelm Runeberg, et Oskar Heikel, sont élus au conseil d'administration. 
Jarl Hagelstam est nommé directeur du sanatorium.
Hyvinkää a été choisi comme emplacement pour le sanatorium car il était connu pour son climat continental favorable et était situé le long de la voie ferroviaire principale de Finlande.
Le sanatorium d'Hyvinkää, ouvre ses portes en 1896.
Deux villas en bois, comptant 20 chambres, conçues par l'architecte Magnus Schjerfbeck, sont achevées le 15 septembre 1896. 
En plus, une dépendance conçue par l'architecte Karl Hård af Segerstad abrite le premier spa du sanatorium.

### Agrandissement

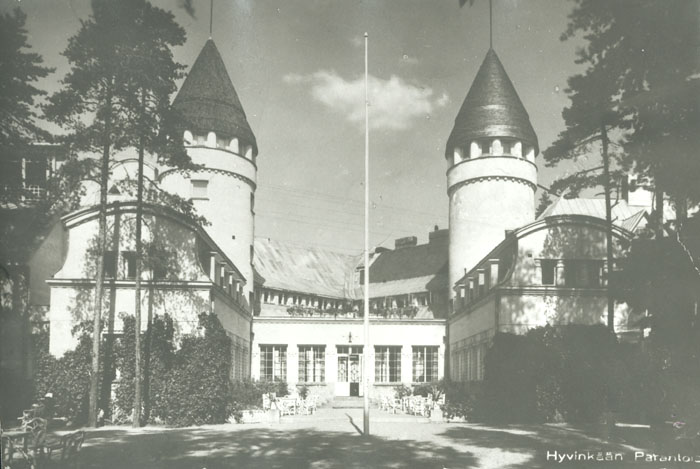
Le sanatorium d'Hyvinkää agrandi d'une seconde aile dans les années 1930, par Lars Sonck.

Conçu par l'architecte Lars Sonck, le nouveau bâtiment principal du sanatorium, en pierre blanche avec une  seule tour, est mis en service en avril 1906. 
Le bâtiment de deux étages est de style Art nouveau et compte 24 chambres et un spa. 
En 1906, l'architecte Lars Sonck conçoit un nouveau bâtiment principal de style Art nouveau. 
En 1914 et 1917, le bâtiment principal en pierre est agrandi selon les plans de Lars Sonck.
Le 14 octobre 1939, le sanatorium a été transformé en hôpital militaire. 
Une grande croix rouge a été placée sur le court de tennis du sanatorium pour indiquer qu'il s'agissait d'un hôpital et elle a attiré des bombardiers soviétiques sur les lieux. 
Le bâtiment en pierre est gravement endommagé et l'extension de 1917 est complètement détruite par les bombardements de la guerre d'Hiver le 31 décembre 1939. 
Le sanatorium n'a plus fonctionné après la guerre.